# Hemideina
Hemideina (лат.) — род насекомых из семейства Anostostomatidae подотряда длинноусых прямокрылых. Является эндемиком Новой Зеландии. В роде Hemideina насчитывают 7 видов, сам род распространён по всей стране за исключением Саутленда и низменных районов Отаго. Поскольку большинство видов Hemideina встречаются часто и широко распространены, они широко используются в исследованиях по экологии и эволюции.

## Местообитание
Особи рода Hemideina часто встречаются в лесах и пригородных садах на большей части территории Новой Зеландии. Особи достигают 40 мм в длину и чаще всего живут в небольших дуплах в деревьях. Проход, называемый «галереей», обслуживается Hemideina, которые обгрызают и удаляют кору, нарастающую вокруг отверстия. Кроме этого, насекомые могут содержаться в пригородных садах в качестве домашнего животного и с готовностью занимают обработанную «галерею» в куске дерева, так называемый «мотель уэт» (англ. wētā motel). В галерее может размещаться до 10 взрослых самок и один самец.

## Поведение
Hemideina — ночные насекомые, в течение дня прячутся в полых ветках деревьев, а с наступлением сумерек становятся активными. Питаются листьями, цветами, фруктами и мелкими насекомыми. У самцов по сравнению с самками головы большего размера, а челюсти сильнее, однако оба пола при угрозе стридулируют и кусаются.

## Виды
В род включают 7 видов:
- Hemideina thoracica (White, 1842)[10] — встречается по всему Северному острову за исключением региона Веллингтон-Уаирарапа[11][12]. В этом виде встречаются девять хромосомных рас[13][14], и есть пять гибридных зон, где пересекаются шесть из этих рас[14].
- Hemideina trewicki (Morgan-Richards, 1995)[15] — обитает в регионе Хокс-Бей.
- Hemideina crassidens (Blanchard, 1851) — Веллингтон, Уаирарапа, северная часть Южного острова, Уэст-Кост. Особи использовались в исследованиях по соэволюции[16][17], полового отбора[18], гибридизации[19] и изменениям ареала распространения[4].
- Hemideina femorata (Hutton, 1898) — Мальборо и Кентербери.
- Hemideina maori (Pictet & Saussure, 1891) — более сухие районы высокогорья в центральной части Южного острова, над линией деревьев. Этот вид оставил жизнь в лесу миллионы лет назад в пользу щелей и полостей под скалами[20].
- Hemideina ricta (Hutton, 1898) — редкий вид, встречающийся только на полуострове Банкс.
- Hemideina broughi (Buller, 1896) — Нельсон и северный Уэст-Кост.

Три вида Северного острова близко родственны, но каждая из них имеет свой набор хромосом (кариотип). Когда территории видов пересекаются, как в случае родственных видов H. femorata и H. ricta на полуострове Банкс, они могут скрещиваться, но их потомство бесплодно.